# Ochraethes pollinosus
Ochraethes pollinosus är en skalbaggsart som först beskrevs av Louis Alexandre Auguste Chevrolat 1835. Ochraethes pollinosus ingår i släktet Ochraethes och familjen långhorningar.
Artens utbredningsområde är:
- Guatemala.
- Honduras.
- Panama.

Inga underarter finns listade i Catalogue of Life.